# Слободанка Матић
Слободанка Матић (Проложац, 1947) је српска сликарка.

## Биографија
Рођена је 1947. године у Проложцу. Дипломирала је на Факултету ликовних уметности Универзитета уметности у Београду. Самостално је излагала у Имотску 1974, учествовала је на Великом међународном конкурсу сликарства у Луксембургу 1972, групним изложбама Удружења ликовних уметника Србије у Београду од 1973, изложбама Октобарског салона 1973—1975, изложбама „Перспективе” у Београду, Чачку и Нишу, изложби „Обнова слике” у Београду, изложби Колоније Почитељ 1973, изложби поводом тридесет година УЛУС-а 1975. године и друго. Добитница је награде Фонда „Бете и Ристе Вукановић” и Октобарске награде града Београда за најбоље стручне и научне радове студената 1972. и награде Октобарског салона за сликарство 1973. године.